# Овесен, Джин
Ю́джин Дж. «Джин» О́весен (англ. Eugene J. "Gene" Ovesen, вариант написания фамилии как Джин О́весон, англ. Gene Oveson; 4 июля 1928, Сьюпириор, Висконсин — 1 апреля 2019, Сьюпириор, Висконсин) — американский кёрлингист.
В составе мужской сборной США серебряный призёр чемпионата мира 1969. Чемпион США среди мужчин.
Играл на позиции первого.

## Достижения
- Чемпионат мира по кёрлингу среди мужчин: серебро (1969).
- Чемпионат США по кёрлингу среди мужчин: золото (1969).

## Команды
| Сезон   | Четвёртый     | Третий     | Второй           | Первый      | Турниры             |
| ------- | ------------- | ---------- | ---------------- | ----------- | ------------------- |
| 1968—69 | Бад Сомервилл | Билл Страм | Франклин Брэдшоу | Джин Овесен | ЧСША 1969 · ЧМ 1969 |

(скипы выделены полужирным шрифтом)